# بابولين
بابولين قرية سورية تتبع ناحية حيش في منطقة معرة النعمان في محافظة إدلب. بلغ عدد سكانها 2,322 نسمة في عام 2004 حسب إحصاء المكتب المركزي للإحصاء. تقع على بعد حوالي 13 كم إلى الجنوب من مدينة معرة النعمان قرب الطريق الرئيسية بين حماة وحلب.